# كيتوبا
لغة كيتوبا هي لغة رسمية متحدثة في جمهورية الكونغو.